# Kukučínov
Kukučínov (hongrois : Nemesoroszi) est un village de Slovaquie situé dans la région de Nitra.

## Histoire
Première mention écrite du village en 1293.

## Démographie

### Évolution de la population
| Année:               | 1994. | 2004.   | 2014.   | 2024.   |
| -------------------- | ----- | ------- | ------- | ------- |
| Nombre de personnes: | 612   | 599     | 619     | 564     |
| Différence:          |       | -2,12 % | +3,33 % | -8,88 % |

| Année:               | 2023. | 2024.   |
| -------------------- | ----- | ------- |
| Nombre de personnes: | 571   | 564     |
| Différence:          |       | -1,22 % |